# Estación Amstelveen Centrum
Amstelveen Centrum era una estación de metro en Amstelveen en la línea de metro 51, una ruta híbrida de metro/sneltram (tren ligero) que usaba tranvías de piso alto. La estación servía al centro comercial Amstelveen Stadshart. La estación cerró el 3 de marzo de 2019 y posteriormente fue demolida. Después del cierre, la línea de metro al sur de la Estación Amsterdam Zuid, también conocida como Amstelveenlijn, se convirtió en tranvías de piso bajo. Hoy en día, no hay parada de tranvía en el sitio. Desde su apertura el 9 de diciembre de 2020, los tranvías de la línea 25 han estado pasando por el sitio sin detenerse; sin embargo, los tranvías de la línea 5 continúan sirviendo a Stadshart.
Para aumentar la confiabilidad y reducir el tiempo de viaje en la línea reconstruida, se demolieron cinco estaciones de la línea 51, incluida Amstelveen Centrum, en lugar de reconstruirlas como paradas para tranvías de piso bajo. El sitio de la antigua estación de metro está a 450m de la Estación Ouderkerkerlaan reconstruida, y a 350m de la Estación Oranjebaan. La antigua estación de metro también estaba 250m desde la parada Stadshart utilizada por la línea de tranvía 5, que también va hacia el norte hasta la Estación Amsterdam Zuid.